# 内奥地利

18世纪后期的哈布斯堡内奥地利领地
施蒂利亚公国
卡林西亚公国
卡尼奥拉公国
戈里齐亚和格拉迪斯
的里亚斯特帝国自由市

内奥地利（德语：Innerösterreich;斯洛維尼亞語： ）是 14 世纪末至 17 世纪初用于指代塞默灵山口以南的哈布斯堡世袭土地的术语。指代施蒂利亚、卡林西亚和卡尼奥拉的帝国公国以及奥地利滨海地区的在内的广大土地。其大公和总督的住所位于格拉茨的城堡群。

## 地理
内奥地利管辖疆域广大：东南到卡尼奥拉，与克罗地亚哈布斯堡王朝接壤；在西部，延伸到萨尔茨堡大主教区和蒂罗尔；在东部则是由穆尔河作为了其与匈牙利王国的天然边界；其北部延伸到上施蒂利亚与下施蒂利亚，与奥地利大公国（下奥地利）南界相连；在南部，则为戈里齐亚伯国和杜伊诺（Tybein），与威尼斯的大陆部分接壤。此外，内奥地利还管辖着亚德里亚海沿岸的里雅斯特帝国自由市与帕津周围的伊斯特拉边区和利伯尼亚（Λιβουρνία）的里耶卡自由港等较小的地区。

## 歷史
自 1192 年起，奥地利的巴本堡王朝公爵们就以个人联盟的形式统治着施蒂利亚地区，1278 年德意志的魯道夫一世在马奇费尔德战役中获胜后,施蒂利亚最终与奥地利一起被德意志國王哈布斯堡的魯道夫一世取得。
1365 年，奥地利公爵阿尔布雷希特二世之子，年仅26岁的鲁道夫四世暴死。皇帝查理四世便将鲁道夫的土地封给了哈布斯堡家族的阿尔布雷希特三世和利奧波德三世，这也导致了阿尔布雷希特支系与利奥波德支系对哈布斯堡家族的遗产的争执。
在 1379 年的诺伊贝格条约中，他们最终分割了鲁道夫的领地。年长的阿尔贝蒂尼家族统治着奥地利大公国。而年轻的利奥波德家族则统治着施蒂利亚、克恩顿和卡尼奥拉公国，之後这些公国被合称为 "内奥地利"。